# Petrus Scriverius

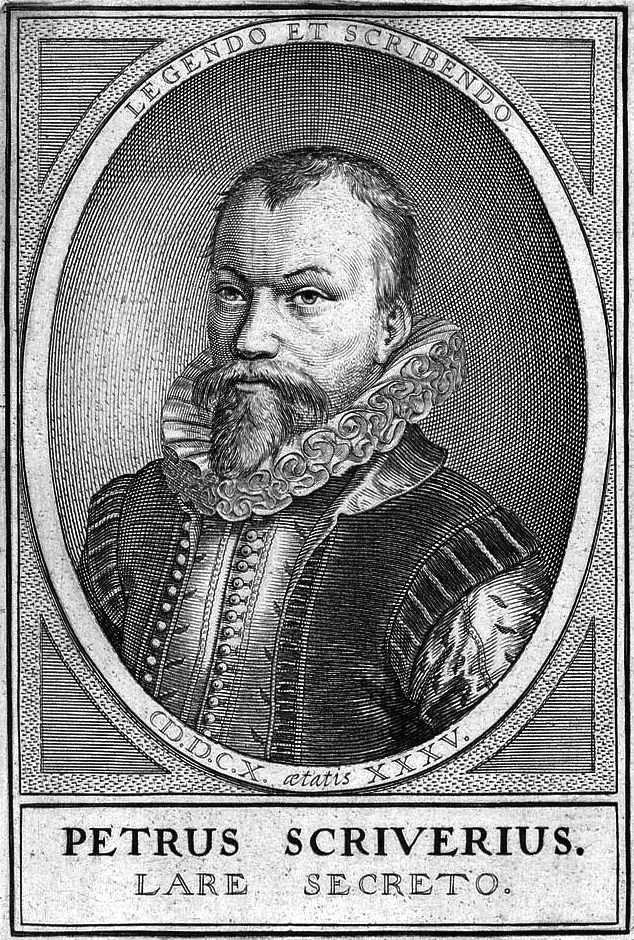
Petrus Scriverius.
Boven het portret zijn Latijnse motto: Legendo et scribendo, 'Door te lezen en te schrijven'.

Petrus Scriverius (Amsterdam, 12 januari 1576 – Oudewater, 30 april 1660) was een Nederlands oudheidkundige en filoloog. Hij woonde het grootste deel van zijn leven als onafhankelijk geleerde in Leiden.

## Levensloop
Petrus Scriverius (oftewel Pieter Schrijver) werd in 1576 in Amsterdam geboren als de oudste zoon van de rijke Amsterdamse koopman Hendrick Pietersz. Schrijver. Zijn ouders lieten hem van zijn derde tot en met zijn zeventiende levensjaar bij een oom en tante in Haarlem wonen, waar hij ook naar school ging. Toen hij zeventien was ging hij rechten studeren in Leiden. Maar al snel kreeg hij veel meer belangstelling voor de poëzie en de filologie, waarin onder andere de hoogleraar Josephus Justus Scaliger zijn leermeester werd. In 1599 beëindigde hij zijn studie en in hetzelfde jaar trouwde hij met Anna van der Aar (1576-1656). Dankzij het geld van Anna en zijn eigen familiekapitaal had hij geen verdere inkomstenbron nodig en kon hij een leven als onafhankelijk geleerde leiden. Het echtpaar kreeg vele kinderen, van wie echter slechts twee zonen de volwassen leeftijd bereikten. Blind geworden in mei 1650, nam Scriverius de jeugdige Joachim Oudaen bij zich als voorlezer en secretaris. Toen hij in 1656 zijn vrouw verloor, ging hij inwonen bij zijn zoon die baljuw en schout te Oudewater was. Hij overleed in 1660 en werd begraven in de Hooglandse kerk te Leiden.

## Werk

### Scriverius als oudheidkundige

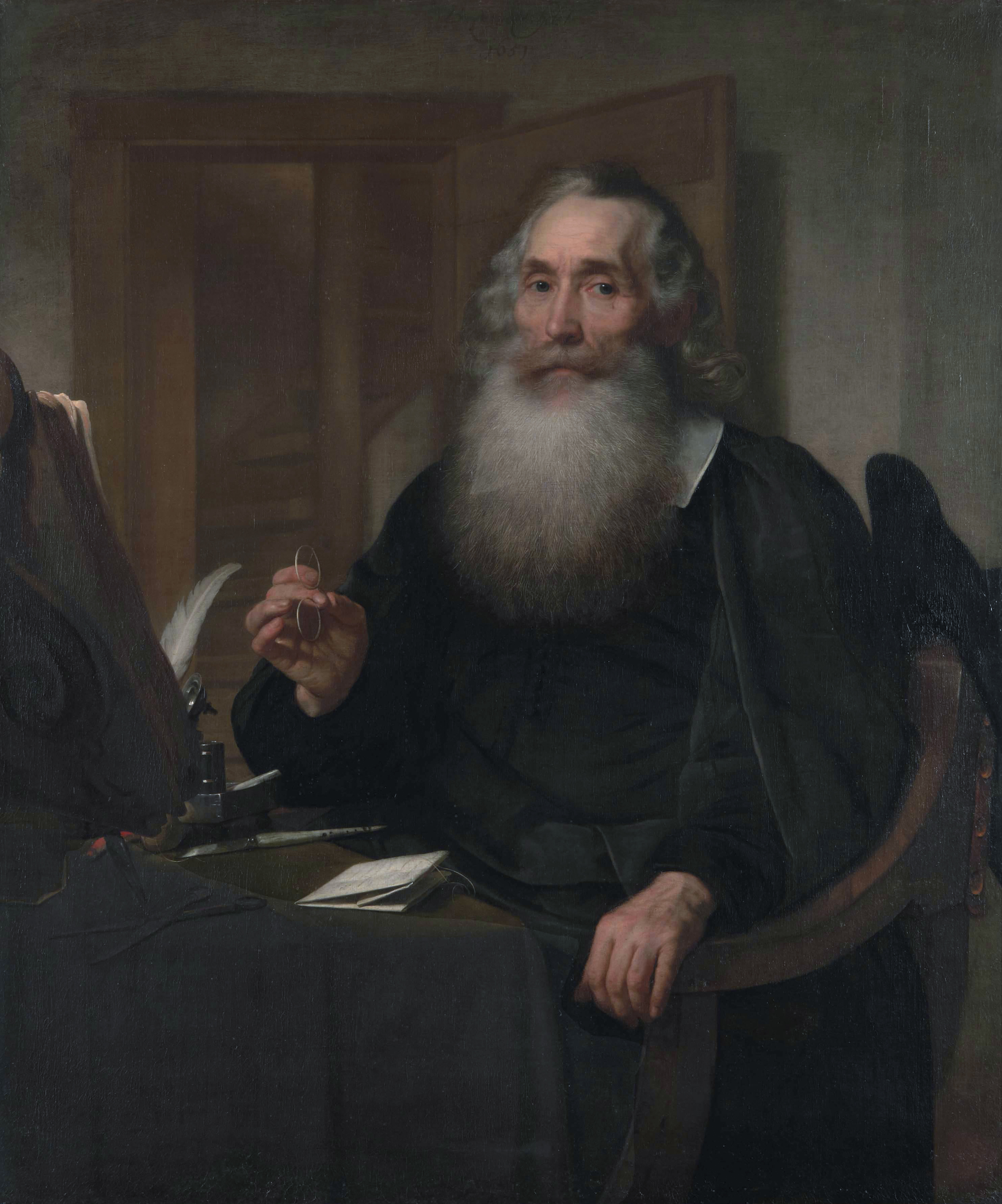
Petrus Scriverius, 1651 (Bartholomeus van der Helst)

Scriverius was een van de eerste oudheidkundigen of antiquaren in Nederland. Hij bestudeerde kronieken en andere bronnen uit de Middeleeuwen en vondsten uit de tijd van de Romeinen en de Bataven. Daarover schreef hij verhandelingen en maakte hij geannoteerde bronnenstudies. Zijn belangstelling ging vooral uit naar de geschiedenis van Holland. Hij wilde laten zien dat de machtige positie van Holland in de zeventiende eeuw terugging op een Hollands overwicht tijdens de Oudheid en Middeleeuwen. Hij betoogde dat het woongebied van de Bataven in Holland gesitueerd moest worden, en hij reconstrueerde een aaneengesloten reeks van graven van Holland, van Dirk I in de tiende eeuw tot en met Filips II in de zestiende eeuw. Dit resulteerde in het monumentale Principes Hollandiae, et Westfrisiae (De vorsten van Holland en West-Friesland), een boekwerk op grootfolioformaat met 38 imposante portretten van de graven. Tot zijn oudheidkundige werken behoren onder andere:
- Oudt Batavien nu ghenaemt Holland (1606, onder het pseudoniem Saxo Grammaticus)
- Batavia Illustrata (1609)
- Beschrijvinghe van out Batavien (1612)
- Principes Hollandiae, et Westfrisiae (1650)
- Editie van Het oude Goutsche chronycxken van Hollandt, Zeelandt, Vrieslandt en Utrecht (1663)

### Klassieke filologie
Daarnaast hield hij zich bezig met het uitgeven van klassieke schrijvers. Zo publiceerde hij in 1607 een verzamelwerk met geschriften over de krijgskunst van Frontinus, Hyginus Gromaticus (de eerste gedrukte uitgave van deze schrijver!) en Vegetius. Een belangrijke uitgave was die van de epigrammen van Martialis (1619), die de meest gebruikte in de zeventiende eeuw zou worden. Voorts maakte hij uitgaven van Seneca, Apuleius en de zogenaamde Disticha Catonis.

### Scriverius als uitgever van humanistische literatuur
Scriverius verzamelde ook handschriften van Neolatijnse auteurs uit zijn eigen tijd en uit de tijd van het vroege humanisme. Op grond daarvan maakte hij een aantal uitgaven:
- De Latijnse poëzie van Georgius Benedicti (1601)
- De Griekse poëzie van Josephus Justus Scaliger (1603)
- Een bloemlezing uit de Latijnse poëzie van Janus Dousa (1609)
- De Griekse en Latijnse poëzie van Josephus Justus Scaliger (1615)
- De Latijnse poëzie van Janus Secundus (1619)
- De Colloquia van Erasmus (1636)
- Enkele Latijnse liefdesgedichten van Dominicus Baudius (de Amores) (1638)

### Uitgaven van Nederlandstalige gedichten
Een belangrijke bijdrage van Scriverius aan de Nederlandse poëzie was zijn uitgave van de Nederlandstalige gedichten van zijn vriend Daniël Heinsius (Nederduytsche poemata, 1616). Hij schreef er een programmatische inleiding bij, waarin hij afstand nam van de poëzie van de rederijkers en de poëzie van Heinsius (en ook P.C. Hooft) aanbeval als voorbeeld van hoe poëzie in de Nederlandse taal geschreven moest worden.
Vermoedelijk was Scriverius ook de bezorger van het Geestigh liedt-boecxken van Bredero, dat eveneens in 1616 verscheen.

### Scriverius’ Latijnse gedichten

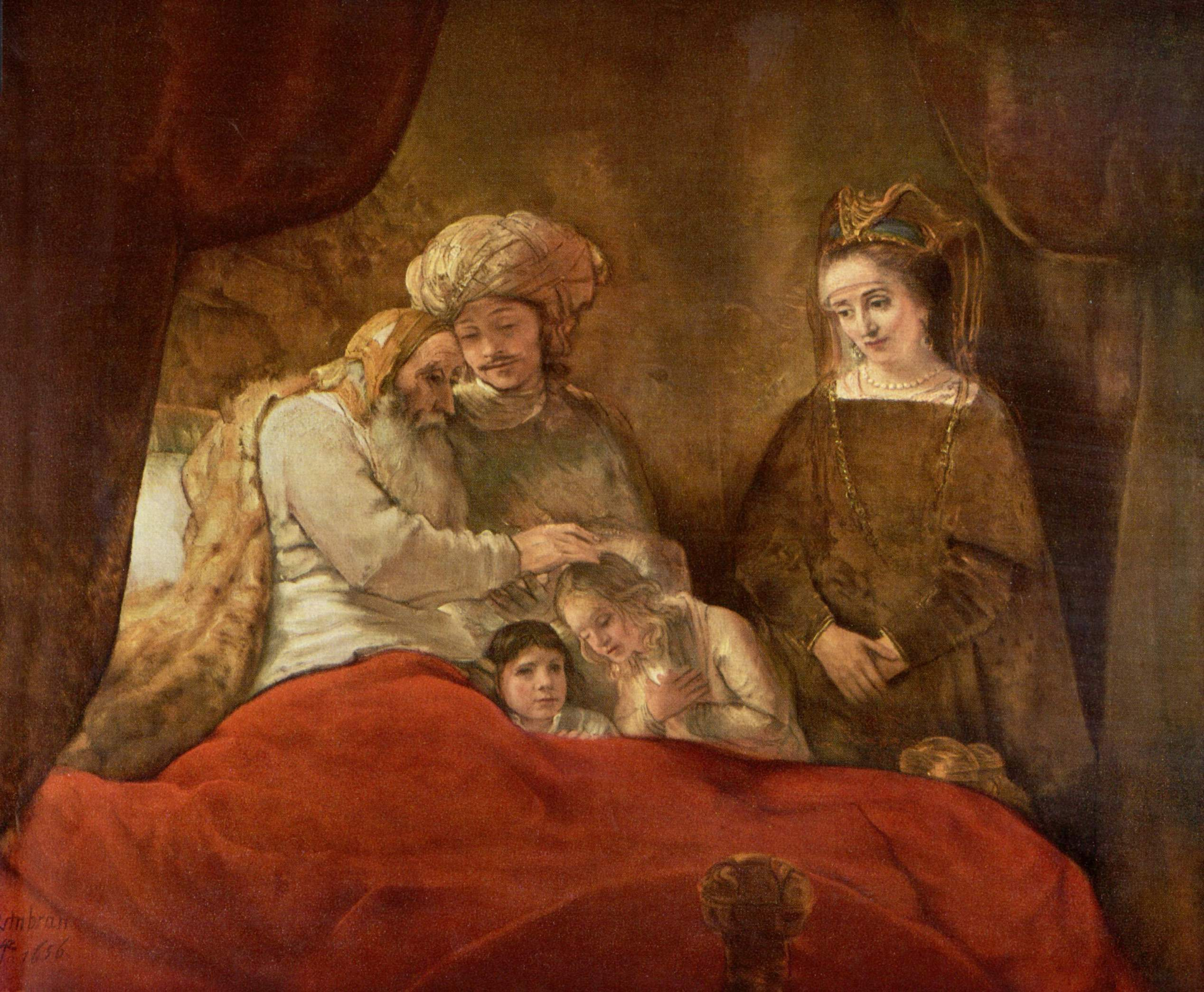
Jacob zegent de zonen van Jozef door Rembrandt van Rijn. Rembrandt zou voor dit schilderij Petrus Scriverius hebben geportretteerd met zijn zoon, schoondochter Wendela de Graeff en kleinzonen (1656)

Scriverius schreef zelf ook Latijnse gedichten. Zijn verzamelde gedichten werden echter pas lang na zijn dood voor het eerst uitgegeven: Gedichten van Petrus Scriverius benevens eene uytvoerige beschryving van het leeven des dichters (1738). Het gedicht Saturnalia werd door Samuel Ampzing in het Nederlands vertaald als Saturnalia, ofte Poëtisch Vasten-avont-spel vervatende het gebruyk ende misbruyk vanden Taback (1630).